# Il gladiatore. Guerra di strada
Il gladiatore. Guerra di strada è un romanzo storico di Simon Scarrow ambientato nel 61 a.C., pubblicato in Italia nel gennaio del 2013 dalla casa editrice Giunti.
È il secondo romanzo della Gladiator Series, una collana per ragazzi con protagonista Marco Cornelio Primo.

## Trama

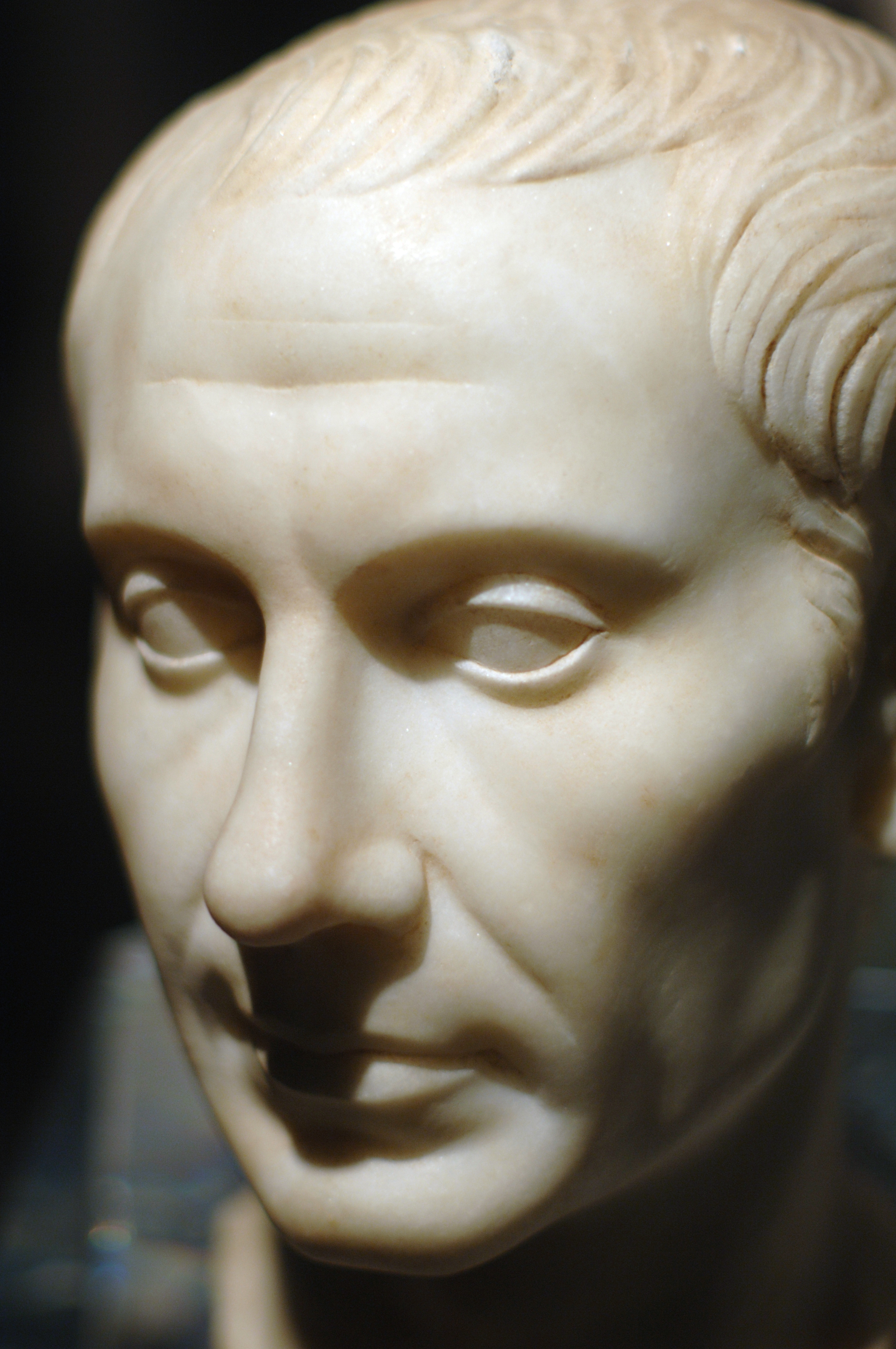
Gaio Giulio Cesare

Marco vive oramai da schiavo al servizio di Gaio Giulio Cesare, e grazie al suo amico Brixus ha scoperto di essere figlio di Spartaco. Una mattina il Console porta con sé tutte le sue guardie del corpo, armate solo di bastoni (perché entro le mura di Roma è vietato portare spade), a una seduta del Senato. Cesare chiede ai suoi uomini, e in particolare a Marco, di identificare e memorizzare i suoi oppositori. Durante le orazioni Cesare con uno stratagemma dichiara che Catone, dopo aver parlato, abbia infranto il regolamento e pertanto lo fa espellere dai littori. Durante il parapiglia che segue l'espulsione dal Senato di Catone, Marco scorge, nei pressi dei Cesare, Decimo scortato da Termone, il sicario dell'esattore che aveva ucciso suo padre Tito, che si intrattiene allegramente con Crasso. Comincia così a essere molto cauto nel raccontare le sue disavventure in quanto si rende conto che Pompeo potrebbe non credergli o preferire non inimicarsi gli amici di Crasso.
Frattanto l'addestramento di Marco quale guardia del corpo di Porzia prosegue in maniera serrata, e quando la nipote di Cesare si sposta in città, lui comincia a scortarla ufficialmente. Una mattina Porzia esce per fare delle spese scortata da Marco e due sguatteri, ma in un momento di confusione tra la folla del mercato, due uomini la rapiscono e segue una feroce colluttazione, dove i tre ragazzi salvano la vita a Porzia e uccidono i rapitori, al costo però di uno degli sguatteri. La riconoscente Porzia fa organizzare un funerale per lo sguattero, al contrario di quanto prevedono gli usi per gli schiavi, e Marco giura di vendicarne l'uccisione. Nei giorni successivi, Porzia riferisce a Marco che sta per essere assegnata in sposa al nipote di Pompeo, con l'intento di rafforzare il sodalizio tra Cesare e lo zio, e promette a Marco che farà di tutto per portarlo con sé una volta che, data in sposa, dovrà cambiare casa.
Frattanto per le vie di Roma cominciano a susseguirsi feroci scontri tra le due fazioni, ovvero i populares che sostengono Cesare e gli optimates che sostengono Catone e gli altri suoi oppositori. Marco propone al console di dargli il permesso di tentare di entrare sotto copertura nelle file delle bande rivali capeggiate da Milone. Cesare acconsente e Marco riesce facilmente ad intrufolarsi nel quartiere controllato dalle bande di Milone, e grazie ad una serie di coincidenze riesce a entrare nelle sue grazie. Questa possibilità di frequentare da vicino i capi della banda gli permette di venire a conoscenza di un complotto, ordito dal console Bibulo, che ha come obiettivo l'uccisione di Cesare stesso alla sua prossima presenza in Senato. Marco riesce così a tornare da Cesare e a metterlo in guardia per l'imminente attentato; sfidando però i suoi consiglieri Cesare, invece di rimandare la sua andata al Senato, organizza un serrato corpo di guardia per se stesso e nei dintorni di tutto il Senato. Mentre Cesare esce dal Senato, Marco sventa abilmente il tentativo di assassinarlo.
Tentando di fingersi amichevole, Bibulo invita Cesare a organizzare un duello tra gladiatori; non potendo rinunciare per non perdere la faccia dinanzi ai suoi oppositori, Cesare chiede a Marco di lottare per lui e gli promette la libertà in caso di vittoria. Il destino presenterà come avversario di Marco il suo ex compagno della scuola gladiatoria, Ferax; spinto dalla sete di giustizia e vendetta, Marco vince il duello e uccide il suo antico aguzzino. Cesare organizza un banchetto non solo per esaltare la vittoria del suo pupillo nello scontro tra gladiatori, ma anche per ufficializzare le nozze tra Porzia e il nipote di Pompeo. Durante il banchetto Marco sventa però un tentativo di avvelenamento per Cesare da parte di Termone, che si era mescolato ai mimi che animavano la festa. Cesare chiede quindi un chiarimento a tre con Pompeo e Crasso, essendo Termone un tirapiedi del socio in affari di quest'ultimo triumviro; rifiutando di ammettere il complotto, Crasso minaccia la rottura del triumvirato se proseguiranno gli atti per saldare i vincoli parentali tra Cesare e Pompeo. Cesare si vede quindi costretto ad annullare le nozze tra Porzia e il nipote di Pompeo e allo stesso tempo medita con quest'ultimo un maggior controllo sull'operato di Crasso; e intanto, mantenendo la parola data e riconoscente per le ormai molteplici occasioni in cui Marco gli ha salvato la vita, concede al ragazzo la libertà.

## Personaggi
- Marco Cornelio Primo: figlio del veterano Tito.
- Pompeo: condottiero e generale dell'esercito romano.
- Gaio Giulio Cesare: console e futuro condottiero e Dittatore di Roma.
- Marco Calpurnio Bibulo: console oppositore di Cesare.
- Festo: capo delle guardie del corpo di Cesare.
- Lupo: schiavo di Cesare adibito alla mansione di sguattero.
- Porzia: nipote di Cesare promessa in sposa al nipote di Pompeo.
- Milone: capo della banda rivale dei seguaci di Cesare.
- Clodio: tribuno romano, è un personaggio losco ed ambiguo che mantiene i contatti tra Cesare e le bande che lo devono sostenere.
- Ferax: allievo gladiatore, odiato ex rivale ed aguzzino di Marco, ai tempi della scuola gladiatoria di Capua.

## Edizioni
- Simon Scarrow, Il gladiatore. Guerra di strada, traduzione di Anna Carbone, Giunti Junior, Giunti, 23 gennaio 2013,  p. 256, ISBN 978-88-09-77776-7.

- Simon Scarrow, Il gladiatore. Guerra di strada, traduzione di Anna Carbone, Tascabili ragazzi, Giunti, 10 gennaio 2018,  p. 256, ISBN 978-88-09-86214-2.